# Phlyarodoxa
Phlyarodoxa  é um gênero botânico da família Oleaceae

## Espécie
- Phlyarodoxa leucantha

## Nome e referências
Phlyarodoxa S. Moore, J. Bot. , 1875.